# Rosone della basilica di San Zeno
Il rosone della basilica di San Zeno, conosciuta anche con il nome di "Ruota della Fortuna", è una grande finestra circolare situata sulla facciata della basilica di San Zeno a Verona, opera dello scultore romanico Brioloto de Balneo.

## Storia

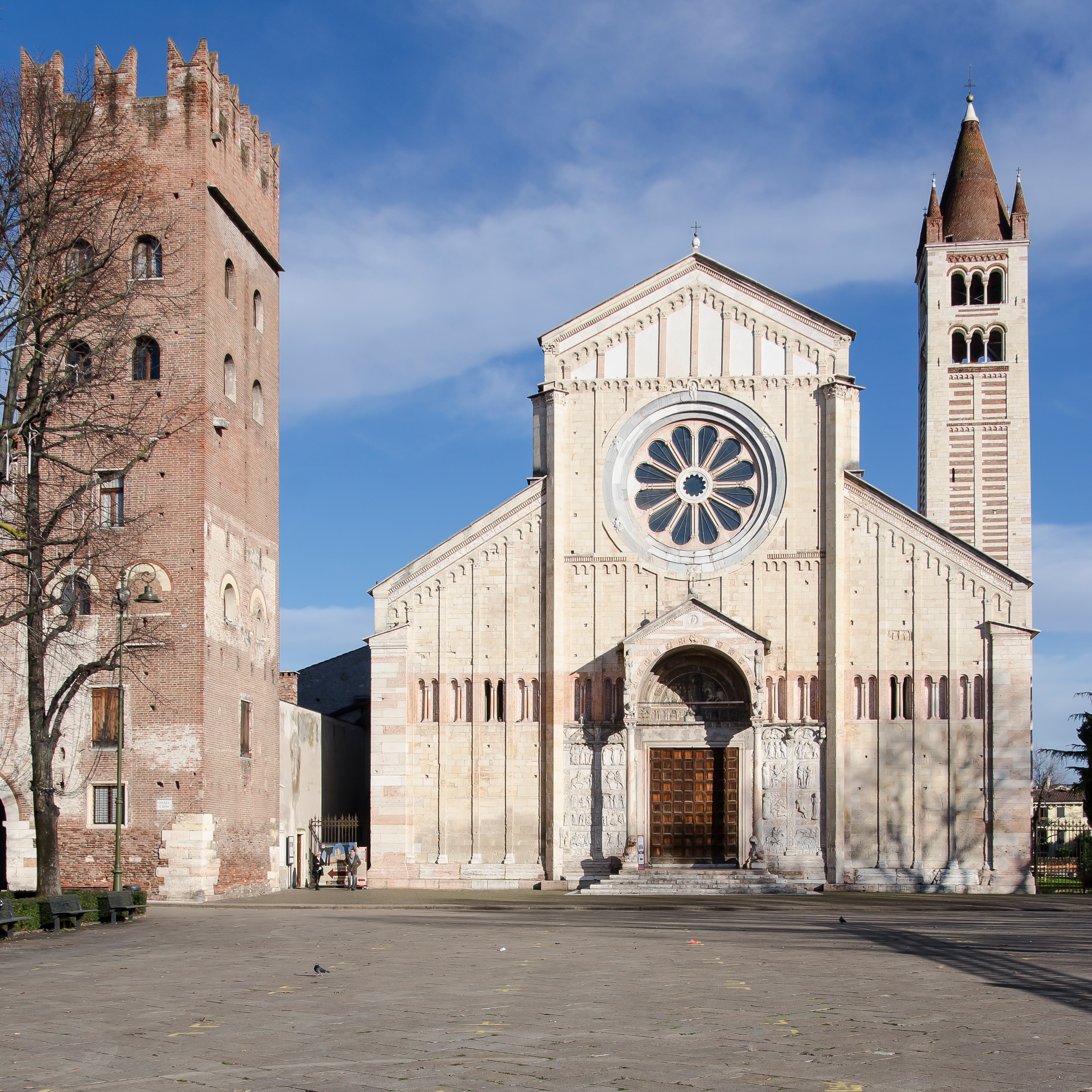
Il rosone nel contesto della facciata della basilica

La realizzazione del rosone avvenne in contemporanea con l'edificazione della facciata e del corpo avanzato della basilica. Il cantiere del rosone, commissionato a Brioloto de Balneo quasi certamente dall'abate Ugo (titolare dell'abbazia di San Zeno dal 1187 al 1199), iniziò tramite la demolizione a forma di arco della parte superiore della facciata, la cui realizzazione stava in un primo momento procedendo speditamente, in quanto non era previsto l'inserimento di una finestra di tali dimensioni. Successivamente a questa fase di smontaggio vennero collocati gli elementi scolpiti del rosone, proseguendo parallelamente con la messa in opera della muratura ai lati dello stesso.
Non è chiaro cosa avvenne esattamente nel momento di completamento e chiusura del rosone, tuttavia appare molto probabile che la muratura fosse stata completata fino al limite oltre al quale inizia poi il marcapiano del timpano; vi dovette quindi essere una pausa del cantiere, terminata la quale venne realizzato nei primi decenni del Duecento, da una maestranza diversa da qualla di Brioloto, il marcapiano appena citato: la nuova maestranza addirittura segò o eliminò, nei punti in cui era necessario, alcuni blocchi della corona del rosone fatta realizza da Brioloto, per potervi inserire i capitelli e le mensoline che sorreggono l'archeggiatura del marcapiano.
La realizzazione del rosone, tra i primi realizzati in Italia di tali notevoli dimensioni, colpì la comunità veronese dell'epoca, tanto che l'opera venne celebrata da un'iscrizione (oggi situata sul fianco meridionale della chiesa) che ne ricorda il nome, "Ruota della Fortuna", e l'autore, Brioloto de Balneo.

## Descrizione

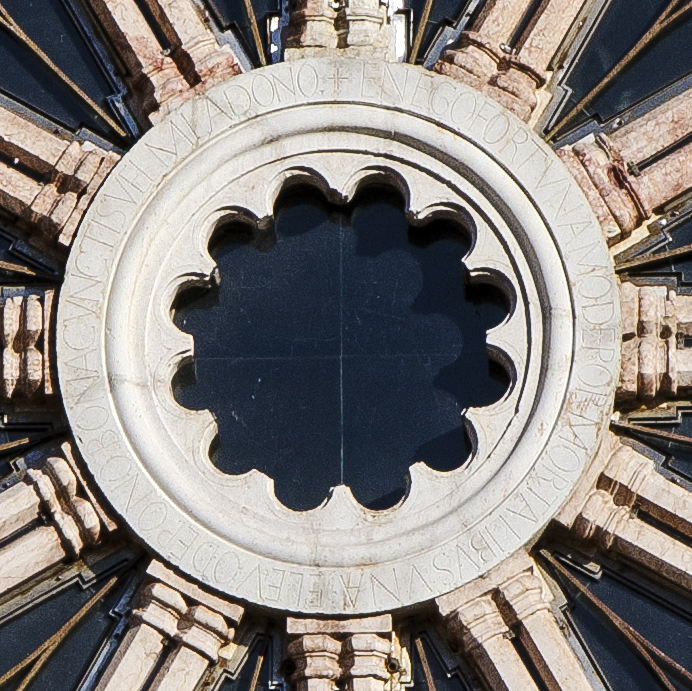
Dettaglio del mozzo centrale del rosone. Ingrandendo l'immagine si può leggere parte dell'iscrizione dedicata alla Fortuna

Il rosone è caratterizzato dalla notevole dimensione di 5,6 m di diametro dell'apertura e di 8,15 m di ampiezza totale ed è del tipo a raggi semplici, i quali sono composti da dodici coppie di colonne ottagonali che reggono (o poggiano su) un anello monolitico centrale in marmo Nembro (varietà molto chiara di rosso ammonitico), internamente forato da una teoria di archetti, mentre esternamente poggiano su (o reggono) una serie di grandi archi in rosso ammonitico veronese. La ghiera più esterna è composta da tre gradini in marmo grigio di Canale a loro volta racchiusi da una cornice esterna in pietra di Avesa. Una particolarità è che i plinti, la basi, le colonne e i capitelli che costituiscono i raggi furono scolpiti in un unico blocco di rosso ammonitico veronese, inoltre le basi e i capitelli sono fusi tra di loro. Di ordine corinzio, i capitelli ad una visione ravvicinata appaiono molto diversi tra di loro: alcuni infatti, sono caratterizzati da foglie variamente disposte, in alcuni casi con riccioli o volute, mentre altri si contraddistinguono per la presenza ai quattro angoli di busti o volti umani o perfino di volti di cani.
Sulle facciate interna ed esterna del mozzo sono incisi in maniera molto accurata ed elegante alcuni versi in rima, in cui la Fortuna dichiara di avere il potere sì di innalzare ma anche di umiliare, di vestire ma pure di spogliare, e invitando pertanto a diffidare della sua volubilità: «En ego F«o»rtuna moderor mortalibus una./ Elevo, depono, bona cunctis vel mala dono./ Induo nudatos, denudo veste paratos;/ in m«e» confidit siquis, derisus abibit».
Questo messaggio è perfettamente raffigurato nelle sei figure scolpite nel giro più esterno della Ruota: queste sono infatti rappresentate in diversi stati di fortuna, in un'azione che si svolge in senso orario. In alto è infatti rappresentato lo stato di massima prosperità, un uomo raffigurato come un sovrano in trono, privo però delle insegne del potere, la cui mano destra indica, verso l'alto, la Fortuna, un gesto che allo stesso tempo invita a non fermare il proprio pensiero alla mutevolezza di questo mondo, ma a portarlo in alto verso Dio, che sta sopra alla Fortuna stessa. Subito a destra l'uomo è invece rappresentato mentre precipita e privo di vestiti, con solo un pezzo di stoffa pendente dal braccio; poco sotto è completamente nudo e tenta di aggrapparsi alla Ruota (come anche nello stato precedente); in fondo è ormai accasciato e schiacciato dal peso della sfortuna; poco sopra la figura, vestita di una tunica, è accovacciata e tenta di rialzarsi; infine, più in alto ancora, la figura vestita di tunica e mantello è ormai quasi in piedi, con lo sguardo rivolto verso l'interno della Ruota.

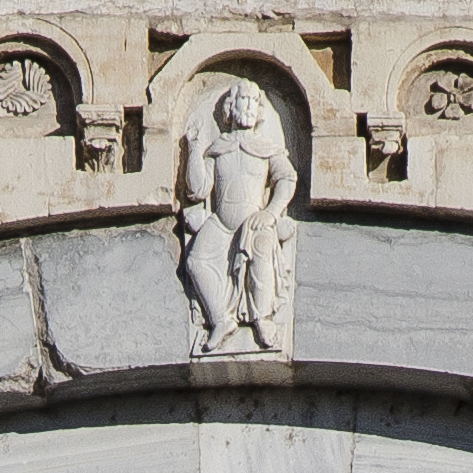
La figura a ore 12 (in alto)
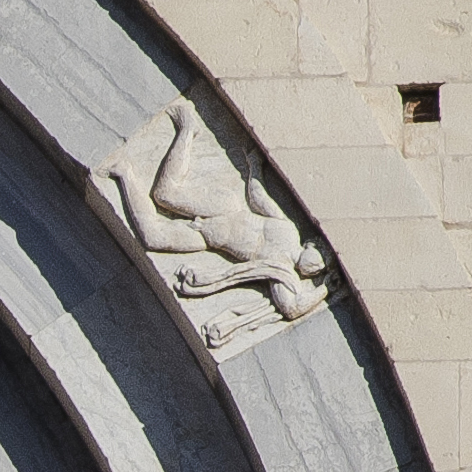
La figura a ore 2
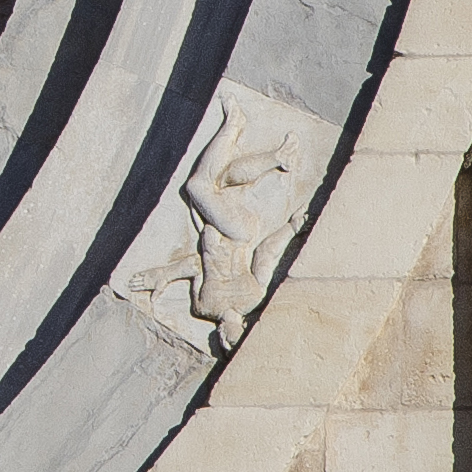
La figura a ore 4
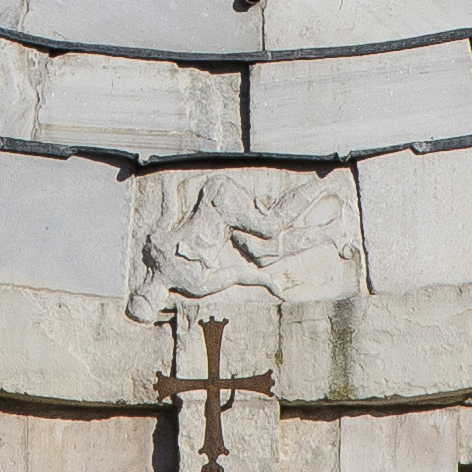
La figura a ore 6 (in basso)
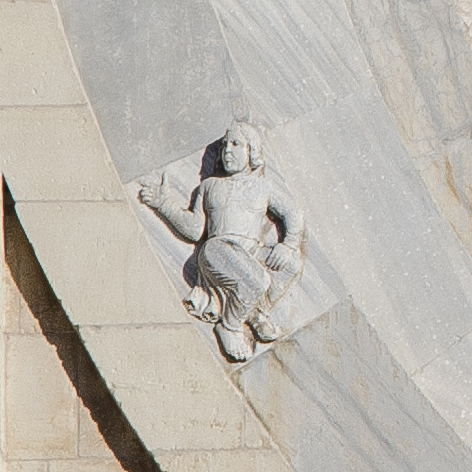
La figura a ore 8
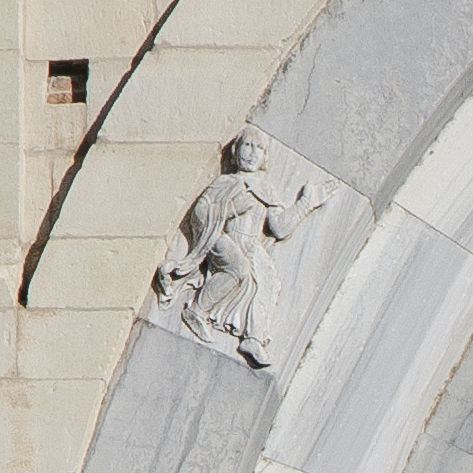
La figura a ore 10